# Antonina Pojarkova
Antonina Ivanovna Pojarkova (ryska: Антонина Ивановна Пояркова), född 20 februari 1897 i Sankt Petersburg, död 10 oktober 1980 i Leningrad, var en rysk botaniker. Hon har hedrats med artnamnet Pojarkovia på en växt i familjen Asteraceae.
Auktorsnamnet Pojark. kan användas för Antonina Pojarkova i samband med ett vetenskapligt namn inom botaniken; se Wikipediaartiklar som länkar till auktorsnamnet.